# Kirkby Glacier
Kirkby Glacier är en glaciär i Antarktis. Den ligger i Östantarktis. Nya Zeeland gör anspråk på området. Kirkby Glacier ligger 108 meter över havet.
Terrängen runt Kirkby Glacier är varierad. Kirkby Glacier ligger nere i en dal. Trakten är obefolkad. Det finns inga samhällen i närheten.